# Ernst Bieri
Ernst Bieri (* 18. März 1920 in Zürich; † 21. November 2003 ebenda) war ein Schweizer Politiker, Bankier und Publizist.

## Leben
Nachdem Ernst Bieri 1946 die theologische Fakultät der Universität Zürich mit der Promotion zum Doktor abgeschlossen hatte, betätigte er sich bis 1966 als Redaktor bei der Neuen Zürcher Zeitung. In dieser Funktion rief er 1956 nach dem sowjetischen Einmarsch in Ungarn offen zu Aktionen gegen die Wohnungen von Schweizer Kommunisten auf. Zudem betätigte er sich nun als Autor von vornehmlich christlich-politischer Literatur. Nach seinem Studium engagierte er sich das erste Mal als Politiker. So ging er in der Nachkriegszeit zur Freisinnig-Demokratischen Partei, bei der er im Folgenden viele unterschiedliche Ämter bekleidete. Nachdem er schliesslich 1966 in den Zürcher Stadtrat gewählt worden war, gab er seine Anstellung als Redaktor auf. Als Stadtrat war er für die Finanzen von Zürich zuständig. 1967 wurde er ausserdem in den Schweizer Nationalrat gewählt. Im Stadtrat blieb er bis 1970, im Nationalrat bis 1971.
Nachdem es der Bank Julius Bär in den 1960er Jahren immer besser gegangen war und die Bank grosse Pläne geschmiedet hatte, entschied sich die Familie Bär, das zweite Mal, nachdem bereits von 1913 bis 1947 Hans Mayenfisch der Bank angehört hatte, einen Aussenstehenden bei ihrer Bank zu engagieren. Am 4. Juli 1970 wurde Bieri nun durch die Gesellschafterversammlung der Bank Julius Bär als geschäftsführender Teilhaber engagiert. Am 1. Januar 1971 trat Bieri sein Amt bei der Bank an. Weiter leitete er bei der Bank im Folgenden das Amt des Präsidenten der Baukommission. So wurden unter seiner Regie zahlreiche Um- und Neubauten von Gebäuden der Bank Julius Bär, wie etwa Neubauten hinter der Zürcher Bahnhofstrasse, getätigt. Zudem fiel in seine Amtszeit die Umwandlung der Bank von einer Kommandit- in eine Aktiengesellschaft.
Des Weiteren betätigte sich Bieri, seitdem er bei der Bank Julius Bär war, vermehrt wieder als Autor. So beleuchtete er in seinen Werken vor allem die Schweiz, seine Politik und Wirtschaft, teilweise auch unter bürgerlichen Aspekten. Am 1. Januar 1984 ging Bieri schliesslich in Pension. Dennoch gehörte er weiter bis Mitte März 1990 dem Verwaltungsrat und dem Verwaltungsratsausschuss der Bank Julius Bär an. Zudem war er in dieser Zeit oft Teilnehmer an Sitzungen der Familienaktionäre der Familie Bär. Ernst Bieri starb 2003.

## Auswahl an Werken als Autor
- Gotteswerk und menschliche Verantwortung im Glauben, Zwingli-Verlag, Zürich 1947 (Dissertation an der Universität Zürich).
- Liberale Politik und christlicher Glaube, Freisinnig-Demokratische Partei des Kantons St. Gallen, St. Gallen 1951.
- Im Kampf für eine freie Wirtschaft, Siemens-Aktiengesellschaft, Zürich 1955.
- Je komplexer – um so stabiler, Bank Julius Bär, Zürich 1978.
- Die Sinnhaftigkeit der technischen Zivilisation, Siemens-Aktiengesellschaft, Berlin / München 1981.